# Josef Wolfgang Ziegler
Josef Wolfgang Ziegler (* 23. November 1906 in  Kottingbrunn; † 3. Februar 2000 in Gumpoldskirchen) war ein österreichischer Komponist und Chorleiter. Nach dem Zweiten Weltkrieg war er maßgeblich am Neuaufbau des niederösterreichischen Chorwesens beteiligt.

## Leben
Ziegler schloss 1933 sein Studium der Komposition, Schulmusik und Orgel an der Wiener Musikakademie ab. Zu seinen Lehrern zählten Franz Schmidt, Josef Lechtaler, Vinzenz Goller und Kamillo Horn. Bereits 1932 begann Ziegler eine Laufbahn als Chorleiter bei den „Sängerknaben vom Wienerwald“. Er übersiedelte in den Weinort Gumpoldskirchen, wo er die Leitung des Kirchenchores übernahm.
Nach dem Anschluss Österreichs an das nationalsozialistische Deutsche Reich beantragte er am 17. Mai 1938 die Aufnahme in die NSDAP und wurde rückwirkend zum 1. Mai desselben Jahres aufgenommen (Mitgliedsnummer 6.236.005). 1939 komponierte Ziegler auf einen Text von Walter Zettl einen Zyklus von Kampfliedern und Hymnen unter dem Titel Durch Kampf zum Sieg für Jugendchor und Orchester, den er dem Gauleiter und späteren Reichsstatthalter Josef Bürckel widmete und der am 18. Mai 1939 von den Mödlinger Sängerknaben vom Wienerwald und den Wiener Symphonikern in Mödling uraufgeführt wurde. Das Werk hatte folgende Teile: Die Zeit ist groß (Hymnus), Ostmark, wir rufen dich!, Aufbruch, Das aber ist die größte Zeit (Hymnus), Zeitenwende, Totentanz, Blutfahne, Feuerspruch, Hymnus an das Volk, Letzter Sturm, Fahnenschwur, Du, Kamerad, und ich!, sowie Hymnus an die Heimat und an den Führer (auf einen Text von Hansi Kastner-Ziegler). Eine weitere Komposition im Sinne der NS-Zeit war eine Heldische Musik, die am 12. Dezember 1941 uraufgeführt wurde.
Nach dem Zweiten Weltkrieg gründete Ziegler 1949 eine Kindersingschule, aus der der Kinderchor „Anningerspatzen“, später „Gumpoldskirchner Spatzen“ hervorging. 1966 gründete er den Gumpoldskirchner Kammerchor Vox Humana.
Neben seinem Beruf als Musikerzieher widmete sich Ziegler weiterhin dem Komponieren und erhielt verschiedene Kompositionspreise im In- und Ausland. Der österr. Bundespräsident verlieh ihm den Professor h.c. Titel für besondere Verdienste um Österreichs Chorwesen. Zeit seines Lebens war Ziegler Regens Chori. Er komponierte hauptsächlich geistliche Werke, darunter zahlreiche a cappella Messen. Unter dem Eindruck des schweren Erdbebens von Kōbe 1995 komponierte er ein „Ave Maria - Prayer for Kobe“. Seine a cappella „Misa Tokushima-Misa pro Pace“ wurde 2017 erstmals in einer Orchesterfassung in Tokushima/Japan zur Aufführung gebracht.
Zieglers Werke wurden in Österreich, Deutschland und Japan verlegt. Sein Gesamtwerk wird derzeit bei wozimusic, dem Eigenverlag seines Sohnes Wolfgang, publiziert.
Seine beiden Kinder, Elisabeth Ziegler (* 1946) und Wolfgang Ziegler (* 1949), übernahmen nach seinem Tod das musikalische Erbe: Elisabeth leitete die Kindersingschule, die „Gumpoldskirchner Spatzen“, und das 2006 gegründete Frauenensemble „Cantilena“, Wolfgang leitete von 1976 bis 2019 den „Kammerchor Vox Humana“. Er war Präsident des Chorverbands Österreich und gründete den Internationalen Chorwettbewerb Ave Verum in Baden bei Wien.